# Aphirape flexa
Aphirape flexa is een spinnensoort in de taxonomische indeling van de springspinnen (Salticidae).
Het dier behoort tot het geslacht Aphirape. De wetenschappelijke naam van de soort werd voor het eerst geldig gepubliceerd in 1981 door María Elena Galiano.